# Eisschnelllauf-Mehrkampfweltmeisterschaft 1998

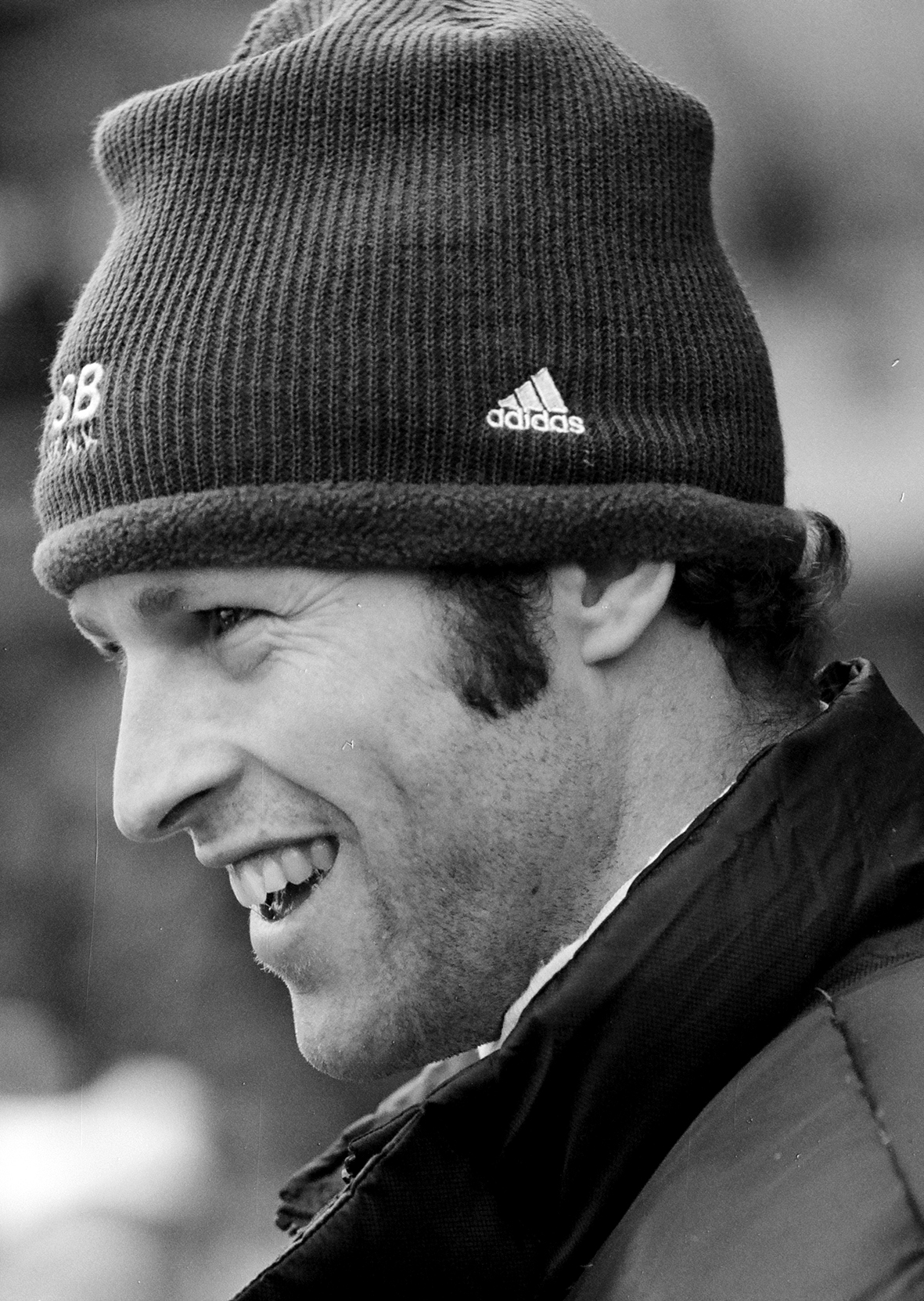
Mehrkampfweltmeister Ids Postma

Die 92. Mehrkampfweltmeisterschaft (56. der Frauen) fand vom 13. bis 15. März 1998 im Thialf im niederländischen Heerenveen statt. Sowohl Gunda Niemann-Stirnemann bei den Frauen als auch Ids Postma bei den Männern gelang es, ihren Titel vom Vorjahr zu verteidigen.

## Teilnehmende Nationen
Frauen
Das Teilnehmerfeld des Frauenmehrkampfes setzte sich aus 28 Sportlerinnen aus 15 Nationen zusammen.
- 3 Starterinnen:  Deutschland,  Japan,  Niederlande,  Russland,  Vereinigte Staaten
- 2 Starterinnen:  Kanada,  Norwegen ↑,  Rumänien
- 1 Starterin:  Finnland ↑,  Italien ↓,  Kasachstan,  Österreich,  Tschechien ↑,  Ukraine,  Belarus ↑

Nicht mehr vertreten im Vergleich zur vorherigen Ausgabe waren Athletinnen aus China, Lettland, Schweden, Südkorea und Ungarn. Insgesamt war das Feld um zwei Teilnehmerinnen kleiner als 1997.
Männer
Im Männermehrkampf starteten 37 Sportler aus 22 Nationen:
- 3 Starter:  Deutschland,  Japan,  Kanada,  Niederlande,  Russland,  Vereinigte Staaten
- 2 Starter:  Italien ↓,  Norwegen,  Österreich ↑
- 1 Starter:  Belgien,  Finnland ↑,  Frankreich ↓,  Kasachstan,  Neuseeland,  Polen ↓,  Portugal ↑,  Rumänien,  Schweden,  Schweiz,  Tschechien ↑,  Ukraine,  Belarus

Insgesamt war das Feld um einen Teilnehmer größer als 1997.

## Wettbewerb

### Frauen
Gunda Niemann-Stirnemann gewann ihren siebten WM-Titel im Mehrkampf, entschied dabei drei der Einzelstrecken für sich und führte einen deutschen Dreifachsieg vor Claudia Pechstein und Anni Friesinger an. Die Klassementspitze übernahm sie nach dem 3000-Meter-Rennen, das sie mit der Weltrekordzeit von 4:05,08 Minuten beendete. Auch über 5000 Meter verpasste sie die von Pechstein drei Wochen zuvor gelaufene Bestmarke nur um weniger als eine Sekunde.
Die folgende Tabelle zeigt die zwölf bestplatzierten Sportlerinnen in der Gesamtwertung der Mehrkampf-WM an, die sich für die Finalteilnahme über 5000 Meter qualifiziert haben. Die Zahl in Klammern gibt die Platzierung je Einzelstrecke an, fett gedruckt die jeweils Schnellste.
| Rang | Name                     | 500 Meter    | 1500 Meter       | 3000 Meter       | 5000 Meter       | Gesamt- Punkte |
| ---- | ------------------------ | ------------ | ---------------- | ---------------- | ---------------- | -------------- |
| 01   | Gunda Niemann-Stirnemann | 40,57 s (9)  | 1:58,69 min (1)  | 4:05,08 min (1)  | 7:00,41 min (1)  | 163,020        |
| 02   | Claudia Pechstein        | 40,12 s (4)  | 1:59,26 min (2)  | 4:07,36 min (2)  | 7:05,70 min (2)  | 163,669        |
| 03   | Anni Friesinger          | 40,40 s (6)  | 2:01,02 min (8)  | 4:11,57 min (3)  | 7:13,46 min (6)  | 166,014        |
| 04   | Tonny de Jong            | 40,87 s (11) | 2:02,28 min (12) | 4:12,88 min (4)  | 7:06,34 min (3)  | 166,410        |
| 05   | Jennifer Rodriguez       | 40,51 s (8)  | 2:00,63 min (6)  | 4:15,33 min (7)  | 7:18,31 min (7)  | 167,106        |
| 06   | Ljudmila Prokaschowa     | 41,20 s (15) | 2:01,72 min (9)  | 4:14,27 min (5)  | 7:12,24 min (4)  | 167,375        |
| 07   | Annamarie Thomas         | 40,08 s (3)  | 2:00,12 min (5)  | 4:16,67 min (8)  | 7:26,73 min (9)  | 167,571        |
| 08   | Emese Hunyady            | 40,25 s (5)  | 1:59,93 min (4)  | 4:17,09 min (9)  | 7:28,48 min (10) | 167,922        |
| 09   | Tatjana Trapesnikowa     | 40,45 s (7)  | 2:02,00 min (10) | 4:17,47 min (10) | 7:20,19 min (8)  | 168,046        |
| 10   | Barbara de Loor          | 41,67 s (19) | 2:02,13 min (11) | 4:15,26 min (6)  | 7:12,62 min (5)  | 168,185        |
| 11   | Becky Sundstrom          | 39,97 s (2)  | 2:00,68 min (7)  | 4:19,35 min (14) | 7:33,80 min (11) | 168,801        |
| 12   | Chris Witty              | 39,45 s (1)  | 1:59,46 min (3)  | 4:22,57 min (18) | 7:38,20 min (12) | 168,851        |

### Männer
Im Duell mit seinem Landsmann Rintje Ritsma setzte sich Titelverteidiger Ids Postma aus den Niederlanden klar durch. Er lief auf den ersten drei Strecken jeweils die schnellste Zeit und hatte vor dem abschließenden Rennen einen Vorsprung von umgerechnet siebzehn Sekunden auf Ritsma, von denen er über 10.000 Meter lediglich zweieinhalb verlor. Die Bronzemedaille holte Roberto Sighel, der 1992 Weltmeister geworden war.
Die folgende Tabelle zeigt die zwölf bestplatzierten Sportler in der Gesamtwertung der Mehrkampf-WM an, die sich für die Finalteilnahme über 5000 Meter qualifiziert haben. Die Zahl in Klammern gibt die Platzierung je Einzelstrecke an, fett gedruckt der jeweils Schnellste.
| Rang | Name              | 500 Meter    | 5000 Meter       | 1500 Meter       | 10.000 Meter      | Gesamt- Punkte |
| ---- | ----------------- | ------------ | ---------------- | ---------------- | ----------------- | -------------- |
| 01   | Ids Postma        | 36,48 s (1)  | 6:33,09 min (1)  | 1:48,85 min (1)  | 13:45,91 min (4)  | 153,367        |
| 02   | Rintje Ritsma     | 37,17 s (4)  | 6:34,68 min (3)  | 1:48,86 min (2)  | 13:43,35 min (2)  | 154,091        |
| 03   | Roberto Sighel    | 37,54 s (6)  | 6:39,68 min (6)  | 1:51,19 min (3)  | 13:45,18 min (3)  | 155,830        |
| 04   | Bart Veldkamp     | 39,02 s (27) | 6:34,60 min (2)  | 1:51,57 min (5)  | 13:29,19 min (1)  | 156,129        |
| 05   | KC Boutiette      | 36,90 s (2)  | 6:40,01 min (7)  | 1:52,29 min (10) | 14:05,13 min (9)  | 156,587        |
| 06   | Jelmer Beulenkamp | 37,95 s (14) | 6:39,15 min (5)  | 1:51,46 min (4)  | 14:02,94 min (8)  | 157,165        |
| 07   | Keiji Shirahata   | 37,78 s (11) | 6:48,16 min (12) | 1:52,37 min (11) | 13:48,53 min (5)  | 157,478        |
| 08   | Frank Dittrich    | 38,65 s (24) | 6:38,90 min (4)  | 1:54,20 min (21) | 13:52,23 min (6)  | 158,217        |
| 09   | Uwe Tonat         | 37,76 s (10) | 6:47,86 min (11) | 1:52,65 min (13) | 14:05,35 min (10) | 158,363        |
| 10   | Steven Elm        | 38,10 s (16) | 6:49,63 min (17) | 1:52,13 min (7)  | 14:00,06 min (7)  | 158,442        |
| 11   | Dave Tamburrino   | 37,74 s (9)  | 6:49,36 min (16) | 1:53,69 min (18) | 14:16,25 min (11) | 159,384        |
| 12   | Sergei Zybenko    | 37,49 s (5)  | 6:52,90 min (20) | 1:52,26 min (8)  | 14:34,76 min (12) | 159,938        |